# Giuseppe Scolari
Giuseppe Scolari (* um 1720 in Vicenza; † um 1774 in Lissabon) war ein italienischer Komponist des Spätbarock.

## Leben
Scolari hat insgesamt über 40 Opern komponiert. Während seines Lebens war er vor allem wegen seiner sog. drammi giocosi (spielerische Dramen) geschätzt. Wie auch Baldassare Galuppi hat Scolari verschiedene Libretti von Carlo Goldoni zu Musik gebracht. Für Scolari schrieb Goldoni schrieb für ihn den Libretto des dramma musicale (eine Form der Oper) La cascina (1756, Venedig), das ziemlich erfolgreich gewesen sein soll, da die Oper innerhalb kurzer Zeit in etlichen Ländern Europas aufgeführt wurde. In Spanien vermag La cascina gar das Repertoire der zarzuela zu integrieren und wurde dabei zu Las queseras umbenannt. Einen großen Erfolg erzielte Scolari kurz darauf mit einem anderen Libretto von Goldoni, La conversazione (1758, Venedig). Außerdem war Scolari auch als maestro di cappella (Kapellmeister) tätig.
Er war der erste Komponist Norditaliens, der den neapolitanischen Stil übernahm.
Scolari soll intensiv gereist sein, und sei es nur, um bei der Aufführung seiner Werke mitzuwirken. Er verbrachte einige Jahre in Venedig und lebte zwischen 1750 und 1753 in Barcelona. 1768 ließ er sich in Lissabon nieder.

## Werke

### Opern
Jahres- und Ortsangaben beziehen sich auf die Uraufführung
1. Il Pandolfo (commedia per musica, 1745, Venedig)
2. La fata meravigliosa (dramma giocoso, 1745, Venedig)
3. L’olimpiade (dramma per musica, Libretto von Pietro Metastasio, 1747, Venedig)
4. Il vello d’oro (dramma per musica, Libretto von Giovanni Palazzi, 1749, Venedig)
5. Alessandro nelle Indie (dramma per musica, Libretto von Pietro Metastasio, Karneval 1749/1750, Vicenza)
6. Il filosofo chimico poeta (dramma giocoso, Libretto von Antonio Palomba, 1750, Teatre de la Santa Creu, Barcelona)
7. Il vecchio avaro (1751, Barcelona)
8. Didone abbandonata (Libretto von Pietro Metastasio, 1752, Barcelona)
9. Chi tutto abbraccia nulla stringe (dramma giocoso, Libretto von Bartolomeo Vitturi, 1753, Venedig)
10. Adriano in Siria (dramma per musica, Libretto von Pietro Metastasio, Carnevale 1754, Venedig)
11. L’avaro schernito (dramma giocoso, Revision von Chi tutto abbraccia nulla stringe, 1754, Lugo)
12. La cascina (dramma per musica, Libretto von Carlo Goldoni, 1756, Venedig)
13. Cajo Fabrizio (dramma per musica, Libretto von Apostolo Zeno, 1756, Florenz)
14. Statira (dramma per musica, Libretto von Carlo Goldoni, 1756, Venedig)
15. Il conte Caramella (Libretto von Carlo Goldoni, 1756, Mailand)
16. L’Andromaca (dramma giocoso, Libretto von G. M. Viganò, 1757, Lodi)
17. Artaserse (dramma per musica, Libretto von Pietro Metastasio, 1757, Pavia)
18. Le nozze (Libretto von Carlo Goldoni, 1757, Mailand)
19. Le donne vendicate (Libretto von Carlo Goldoni, 1757, Mailand)
20. Rosbale (dramma giocoso, Libretto von Francesco Silvani, 1757, Padua)
21. La conversazione (Libretto von Carlo Goldoni, 1758, Venedig)
22. Il ciarlatano (dramma giocoso, Libretto von Carlo Goldoni, 1759, Venedig)
23. Il finto cavaliere (dramma giocoso, Revisione von Il ciarlatano, 1760, Modena)
24. Lo staffiere finto nobile (operatta comica, 1760, Kopenhagen)
25. L’avaro burlato (dramma giocoso, Revision von Chi tutto abbraccia nulla stringe, 1762, Kopenhagen)
26. La buona figliuola maritata (dramma giocoso, Libretto von Carlo Goldoni, 1762, Murano)
27. Il viaggiatore ridicolo (dramma giocoso, in Zusammenarbeit mit Antonio Maria Mazzoni, Libretto von Carlo Goldoni, 1762, Mailand)
28. La famiglia in scompiglio (dramma giocoso, 1762, Parma)
29. Il Tamerlano (dramma per musica, 1763, Mailand)
30. La costanza delle donne (dramma giocoso, 1764, Torino)
31. Cajo Mario (dramma per musica, Libretto von Gaetano Roccaforte, 1765, Mailand)
32. Il ciarlone (intermezzo, Libretto von Antonio Palomba, 1765, Mailand)
33. La schiava riconosciuta (dramma giocoso, in Zusammenarbeit mit Niccolò Piccinni, 1765, Bologna)
34. La schiava riconosciuta (dramma giocoso, Revision von La schiava riconosciuta, 1766, Venedig)
35. La donna stravagante (dramma giocoso, Libretto von Alcindo Isaurense P. A., 1766, Venedig)
36. Antigono (dramma per musica, Libretto von Pietro Metastasio, 1766, Neapel)
37. Il Bejglierbej di Caramania (dramma giocoso, Libretto von Girolamo Tonioli, 1771, Lissabon)
38. Eponina (dramma per musica, Libretto von Giovanni Francesco Fattiboni, 1772, Cádiz)
39. Alle dame (burletta, 1774, Lissabon)

### Andere Vokalwerke
1. Serenata a sei voci (1760, Padua)
2. La Betulia liberata („opera drammatica“, 1768, Lissabon)
3. Già la morte (aria)
4. Sì mora l’audace (aria per tenore e orchestra)
5. Se al labbro mio non credi (aria per contralto e strumenti)
6. En ti espero dueño amado (aria)
7. Grandi è ver son le mie pene (aria)
8. Altre due arie per soprano e strumenti
9. Canzonetta nuova e geniale per soprano e basso continuo

### Instrumentalmusik
1. Ouvertüre für verschiedene Instrumente
2. Sinfonia in D-Dur
3. Concerto für Violine in G-Dur
4. Sinfonia